# ارس کالیفرنیایی
ارس کالیفرنیا (نام علمی: Juniperus californica) نام یک گونه از سرده ارس است.